# Eä
Eä es el nombre élfico del universo de ficción creado por J. R. R. Tolkien.
Eä es la palabra con la que Ilúvatar creó el mundo y significa tanto "Sea" como "El Mundo que es". El término es consagrado en la lengua élfica quenya, que denominaba así al conjunto de la creación. La historia de la creación del mundo por Ilúvatar y los Ainur se relata en la Ainulindalë, primer cuento de El Silmarillion. Dentro de Eä se encuentra Arda, el mundo habitado por los hijos de Ilúvatar (elfos y hombres, los primeros y segundos nacidos). El centro de Eä —nótese que tal vez no se trate necesariamente del centro físico— es la Llama Imperecedera. En la mitología de Tolkien, Arda sería inicialmente un mundo plano que con el devenir del tiempo, tras la Transformación del Mundo, se transformaría en un mundo esférico que pasaría a ser la Tierra.
Desde la perspectiva de una segunda creación, como la planteó Tolkien, se puede comparar a la creación de la realidad, a partir de ideas, con aquello que sucede en toda buena historia: el lector se encuentra atrapado en ella y no se da cuenta de que se trata de una historia que se desarrolla en otro plano, sino que se sumerge y emerge de ella, como lo hicieron los Ainur en la creación de Arda.
- Datos: Q994518